# Allactaga euphratica
Allactaga euphratica är en däggdjursart som beskrevs av Thomas 1881. Allactaga euphratica ingår i släktet hästspringråttor och familjen hoppmöss. Inga underarter finns listade i Catalogue of Life.
Nyare avhandlingar listar arten i släktet Scarturus.

## Utseende
Arten blir 23 till 31 cm lång (huvud och bål) och har en 14,5 till 19,5 cm lång svans. Liksom hos andra hästspringråttor förekommer stora bakre extremiteter med stora fötter (5 till 6 cm lång) och små främre extremiteter. Vikten är ungefär 36 g. Allactaga euphratica har 2,7 till 4,2 cm långa och smala öron. Vid öronens öppningar finns hårtofsar så att ingen sand tränger in. Beroende på jordarten som förekommer i utbredningsområde är pälsen på ovansidan rödbrun, svartbrun eller sandfärgad. Undersidan är hos alla populationer vitaktig och morrhåren är väl utvecklade. I bergstrakter är pälsfärgen ofta mörkare än i låglandet. Vid svansens spets finns en tofs med svarta och vita avsnitt.

## Utbredning och habitat
Denna gnagare förekommer i västra Asien från södra Turkiet till norra Saudiarabien. Arten vistas främst i låglandet och når i bergstrakter 2650 meter över havet. Habitatet utgörs av torra stäpper och halvöknar. Dessutom besöks jordbruksmark.

## Ekologi
Individerna är aktiva på natten och vilar på dagen i underjordiska bon. Allactaga euphratica går vanligen långsam på marken. När den känner sig hotad kan den hoppa snabb iväg med höga skutt. Liksom hos andra medlemmar av samma släkte förekommer enkla tillfälliga bon och bon som används under längre tider. I kallare områden håller arten från oktober till februari vinterdvala.
Födan utgörs främst av växtdelar som frön, rötter och rotfrukter. Arten täcker vätskebehovet med födan men individer i fångenskap drack även vatten. Däremot föredrog de melonens kärnor istället för den mjuka melonen.
Honor har tre eller fler kullar per år och föder upp till nio ungar per kull. Ungarna föds blinda och de öppnar sina ögon efter cirka två veckor.

## Hot
Det största hotet är omvandlingen av det ursprungliga landskapet till jordbruksmark. I Jordanien förändrades mellan 1985 och 2005 ungefär 50 procent av det lämpliga habitatet till odlingsmark. I Turkiet ökar odling av bomull. Allactaga euphratica jagas regionalt för köttets skull. Köttets säljs bland annat för uppfödning av rovfåglar. Året 2019 uppskattades att hela beståndet är stort. IUCN kategoriserar arten globalt som livskraftig (LC).